# René Burtin
Pour les articles homonymes, voir Burtin.
René Burtin est un homme politique français né le 28 mars 1892 à La Chapelle-Thècle, en Saône-et-Loire, et mort le 10 janvier 1975 à Lons-le-Saunier dans le Jura.

## Biographie
Fils de cultivateurs, il devient instituteur. Mobilisé en 1914, sous-lieutenant durant la Première Guerre mondiale, il est blessé deux fois. Il milite ensuite à la Section française de l'Internationale ouvrière, qui le présente aux élections législatives de 1928 dans la circonscription de Louhans, en Saône-et-Loire. Lui-même ancien combattant de la Première Guerre mondiale, il siège à la commission de la Défense ainsi qu'à la commission des Pensions civiles et militaires. 
Intervenant sur les questions militaires, il critique avec une rare lucidité le projet de Ligne Maginot : Tout au plus, les ouvrages pourraient-ils empêcher dans leur rayon d'action le passage de l'adversaire. mais ce dernier prendra un itinéraire détourné et le tour sera joué. Ces fortifications n'empêcheront pas l'ennemi de passer… et l'aviation aura le pas sur tout autre armement
Battu en 1932 par le candidat du Parti radical-socialiste, il entre au Conseil général en 1933, élu dans le canton de Cuiseaux. Il devient secrétaire administratif du groupe parlementaire SFIO à la Chambre des députés puis retrouve son mandat de député après les élections de 1936 qui voient la victoire du Rassemblement populaire.
Le 10 juillet 1940, il vote en faveur de la remise des pleins pouvoirs au Maréchal Pétain. Il s'engage en 1944 dans les FFI. Après la Libération, exclu de la SFIO, il ne retrouve pas de mandat politique et reprend ses fonctions d'instituteur à Paris jusqu'à sa retraite en 1947.

### Décorations
- Croix de guerre 1914-1918
- Officier de la Légion d'honneur

## Sources
- « René Burtin », dans le Dictionnaire des parlementaires français (1889-1940), sous la direction de Jean Jolly, PUF, 1960 [détail de l’édition]